# Casablanca Twin Center
Casablanca Twin Center (en árabe: برجي الدار البيضاء) son 2 torres gemelas situadas en la ciudad marroquí de Casablanca, la más importante del país.
Ambas miden 115 metros de altura y cuentan con 28 plantas, son completamente idénticas.
El arquitecto es Ricardo Bofill Levi.
Fueron construidas en el año 1998.
Estas torres están en el ranking de las 30 torres más altas de su continente, África, y son las más altas de su país, Marruecos.
Incluye un centro comercial que cuenta con cinco niveles, e incluye un supermercado Ácima y muchas tiendas (fue el centro comercial más grande de África hasta la apertura del centro comercial Morocco Mall en Casablanca en diciembre de 2011).